# Virtosaari (ö, lat 61,25, long 25,86)
Virtosaari är en ö i Finland. Den ligger i sjön Ruotsalainen och i kommunen Asikkala i den ekonomiska regionen  Lahtis ekonomiska region  och landskapet Päijänne-Tavastland, i den södra delen av landet, 130 km norr om huvudstaden Helsingfors. Öns area är 3,4 hektar och dess största längd är 260 meter i sydöst-nordvästlig riktning.